# 大峠 (山形県・福島県)

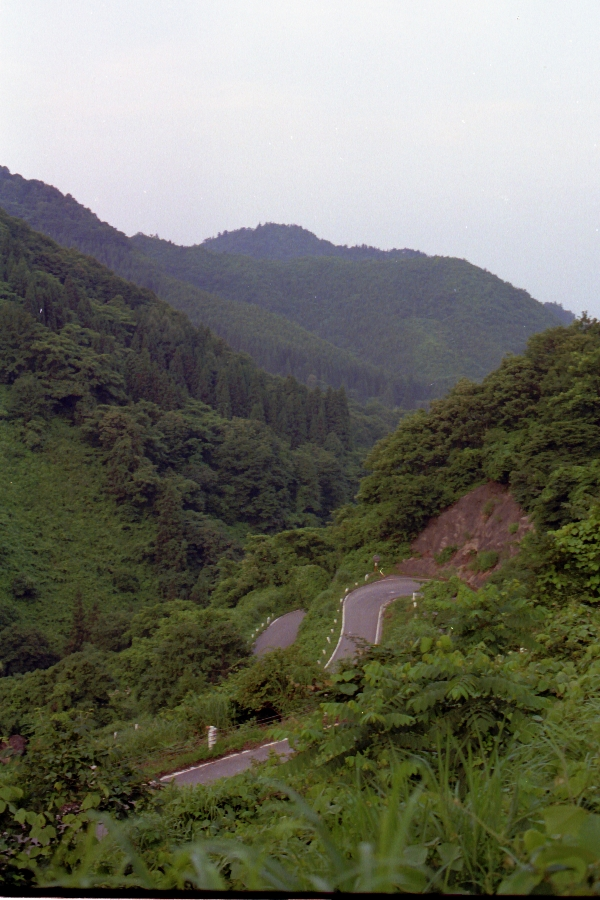
旧道（福島県喜多方市岩月町入田付付近より喜多方市街方面、1989年7月撮影）現在は路肩崩落のため車両通行は困難

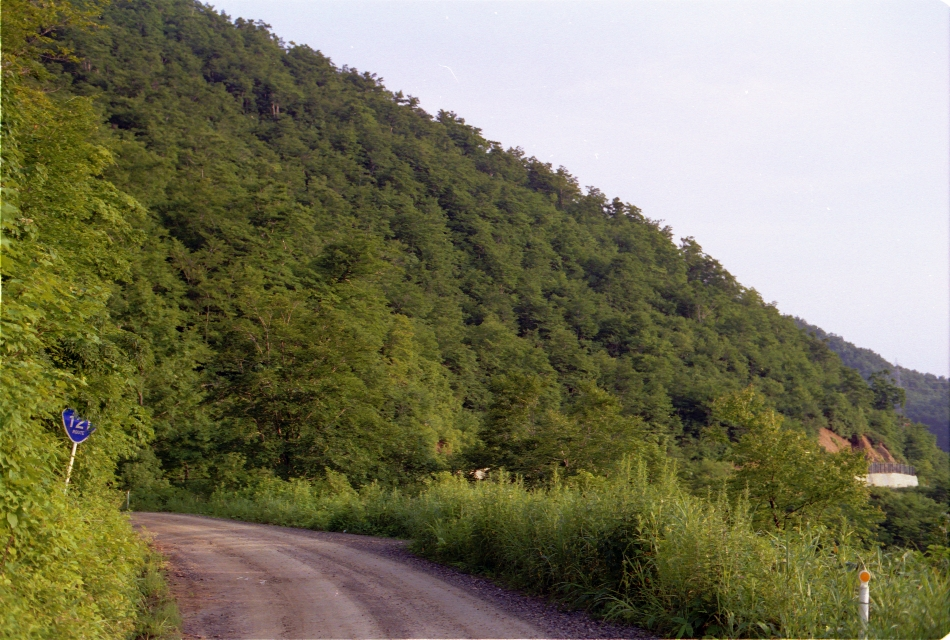
旧道（山形県米沢市入田沢、大峠隧道出口付近より米沢市街方面、1989年7月撮影）路面は未舗装。現在は崩落土砂による路面埋没のため車両通行は不能

大峠（おおとうげ）は、山形県と福島県とを結ぶ峠。標高1,156m。
福島県会津地方と山形県置賜地方を直接結ぶ道路のうち、代表的なものであり、現在、大峠道路によって冬季通行できる唯一の道路である。会津と置賜を結ぶ道路は、他に山形県道・福島県道2号米沢猪苗代線（白布峠 冬季閉鎖）と桧原峠（未舗装林道 冬季閉鎖）があり、飯豊町白川から喜多方市山都に抜ける大規模林道（飯豊・桧枝岐線 山都区間 冬季閉鎖）がある。

## 道路

### 新道
大峠道路は、大峠を通らず、大峠より西寄りの飯森山にやや近いところを大峠トンネルでバイパスしている。この大峠道路の開通によって福島県喜多方市と山形県米沢市の間が通年通行可能となった。工事開始から37年目の2010年（平成22年）9月11日に最後まで残っていた喜多方市熱塩加納町の約2.6キロの未開通区間が開通し全線開通となった。

### 旧道
この道路は一般に明治時代に三島通庸によって開削された道路をさす。大峠道路から福島県喜多方市内で分岐し、入田付、根小屋集落を経由し、県境の大峠付近を短いトンネル（大峠隧道・昭和9年竣工）で貫通する。トンネル付近の標高は約1160m。県境を過ぎると、山形県米沢市の大峠道路までカーブを繰り返しながら進む。途中、小猿倉澤橋付近には「大峠函嶺越 山形懸知事 村山道雄 書」と書かれた石碑が建っている。現役時代は狭小な幅員、カーブの多さによるいわゆる酷道であった。さらに峠付近は積雪5mを超える豪雪地帯であり、冬季通行止め期間は5ヶ月以上に及ぶなど、山形県と福島県をつなぐメインルートとしては機能していなかった。
1992年8月、新道である大峠道路のトンネル開通をもって旧道は通行止めになった。通行止め区間は福島県喜多方市根小屋付近から山形県の大猿倉沢橋付近までである。通行止め後も2012年頃まで、福島県側の根小屋にあったバリケードが半開状態であった為に、かなり危険だが非公式に四輪車での走行も根小屋から峠のトンネル付近までは可能であった。現在は根小屋と入田沢に強固なゲートが設けられ、福島県側のいくつかの集落の住民、山形側の電力会社の点検といった一部関係者以外の車両の立ち入りは物理的に一切不可能になっている。
地形図上の特徴として、福島県側はジグザグに登る線形（つづら折れで等高線を跨ぐ）に対して、山形県側はほぼ等高線に沿って登る線形である。このため山形県側の路肩の外側は断崖絶壁で、過去に転落死亡事故も発生している。未舗装区間であった峠付近から大猿倉沢付近までは、上記の非公式に福島県側からの走行が可能であった期間にもバリケードによって通行止めになっていた。（当時の状況として、大峠隧道から米沢方に少し降りたところにテトラポッドが置いてあり、バリケードの役割を果たしていた。また隧道の喜多方側にも大きなコンクリートブロックが存在していた。）この区間は落石や崩落が多かったことが原因すると思われる。（実際に落石や崩落の跡が数多く残っていた。）この区間は比較的早い時期にほぼ廃道化している。
2012年10月に国道標識が撤去され旧道大峠区間は国道指定より外され市道に降格した。なおこの動きに前後して2011年1月28日付けで山形県側は通行止めのまま廃道となっているが、福島県側は、同年3月に発生した東日本大震災の災害復旧工事を行っている。